# Steinberg (Saxônia)
Steinberg é um município da Alemanha, situado no distrito de Vogtlandkreis, no estado da Saxônia. Tem 20,37 km² de área, e sua população em 2019 foi estimada em 2.743 habitantes.